# Morgan Motor Company
Morgan Motor Company Ltd és una empresa d'automòbils britànica. Fundada el 1909 per HFS Morgan i dirigida per ell fins a 1959. El seu fill, Peter Morgan, va dirigir l'empresa fins a uns anys abans de la seva mort en 2003.
Morgan té la seu a Malvern Link, Worcestershire, i dona feina a 163 persones. Tots els cotxes són ensamblats a mà. La producció anual és de 650 unitats que es distribueixen per tot el món. La llista d'espera per a un automòbil és aproximadament d'1 a 2 anys, havent arribat als 10 anys en el passat.
Els valors dels que fa gala la marca Morgan són la tradició, la fabricació artesanal, la tecnologia i el respecte al medi ambient.
Tradició: De tots els vehicles a nivell mundial que es fabriquen actualment, el 4/4 és el vehicle que compta amb més història. És en 1936 quan es fabrica per primera vegada i encara es manté la seva producció, sent mínimes les variacions que ha patit el model des de llavors.
Artesania: Tots els models s'acoblen a mà, sent els fusters, tapissers, planxistes, motoristes, electricistes i pintors els autèntics protagonistes en la fabricació de cada unitat.
Tecnologia: Els motors són d'última generació (subministrats per Ford per a la gamma clàssica i per BMW per a la gamma moderna). Compleixen les últimes normatives vigents a la Unió Europea (UE) i en la gamma Aero ens trobem amb els últims i més avançats dispositius de seguretat i ajuda a la conducció.
Ecologia: El Morgan 4/4 Sport és, dins de la gamma dels cabrios-roadster, el vehicle amb menor impacte ambiental dels que es fabriquen actualment. Fins i tot dins de la gamma general de vehicles, ocupa la tercera posició per darrere del Smart Fortwo 61hp i del Toyota Prius Hybrid. El seu baix pes (780 kg) i la utilització de materials nobles en la fabricació del mateix (fusta de freixe, pell, alumini ...) fan que siguin pràcticament 100% reciclables.

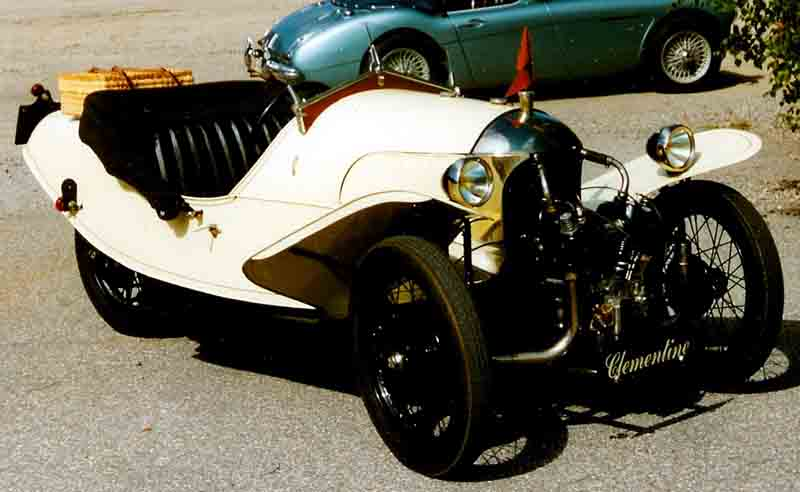
1926 Morgan three wheeler

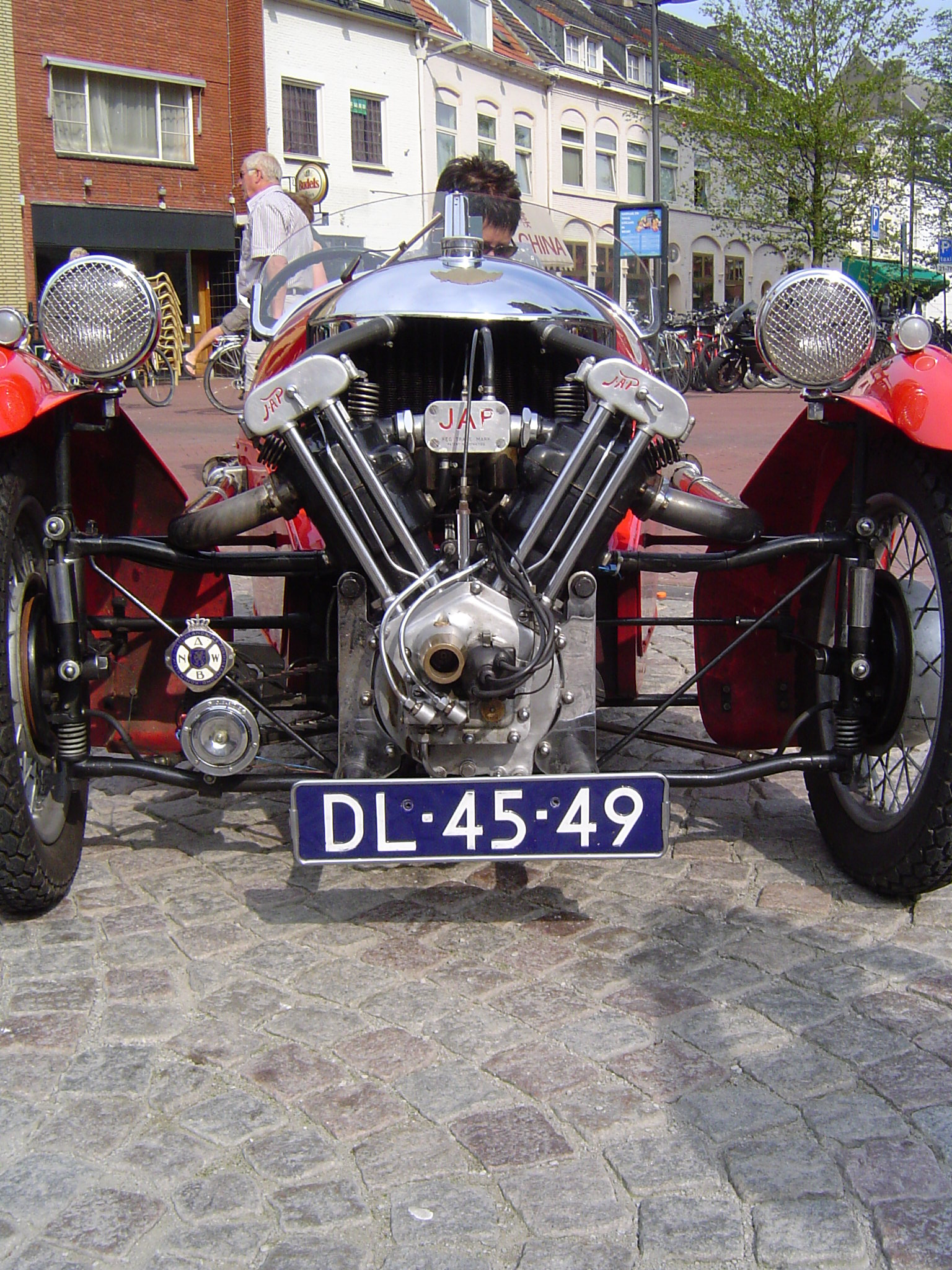
1934 Morgan Super Sport

## Models Històrics
El 1909 HFS Morgan fabrica el seu primer prototip. A un lleuger xassís tubular de 3 rodes, li afegeix un motor bicilíndric d'origen Peugeot de 7HP, i un sol seient. Neix així el primer Morgan Runabaout. No pot vendre aquest projecte als fabricants de l'època, però veient les grans avantatges del seu disseny senzill però molt fiable decideix obrir la seva pròpia fàbrica.
Els « 'Three Wheelers'»: El primer cotxe fabricat per la Morgan Motor Company (MMC) va ser exposat a l'Olympia Motor Show de Londres. Van ser dues unitats de 3 rodes, una amb un motor bicilíndric de 8HP i l'altra un monocilíndric de 4hp. Ja laven la molt famosa suspensió davantera de columna lliscant (dissenyada pel seu amic Sir John Black - qui més tard es va convertir en el Director Gerent de la Standard Triumph Car Company - i patentada per HFS Morgan).
La gamma «Three Wheelers» es va completar amb versions familiars de 4 places, esportius, i utilitaris (comercials), sent molt populars i amb un gran èxit de vendes a causa del seu baix preu (tot just pagaven impostos). La producció d'aquestes unitats va continuar fins a la meitat de la dècada dels 50 encara que ja de forma pràcticament simbòlica, el 1936 es va presentar el nou model «4-4» que amb 4 rodes i motors de 4 cilindres substituirien als «Three Wheelers» .

### Galeria d'històrics

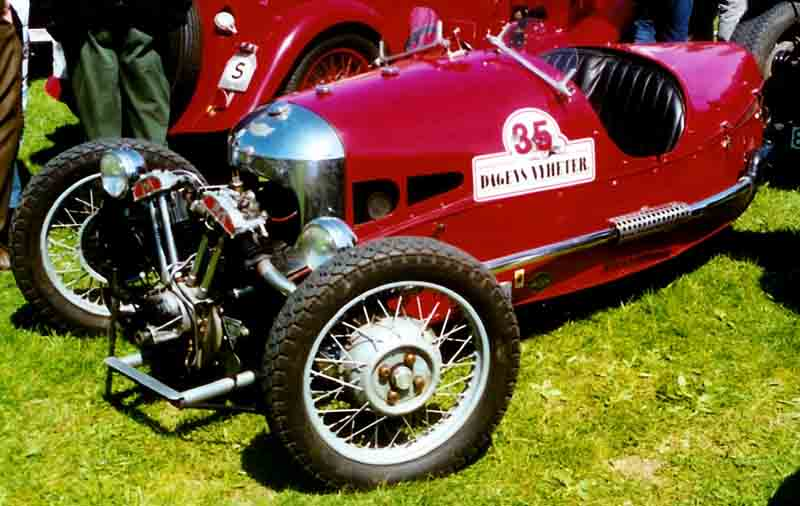
1935 Morgan three wheeler Super Sports dues places

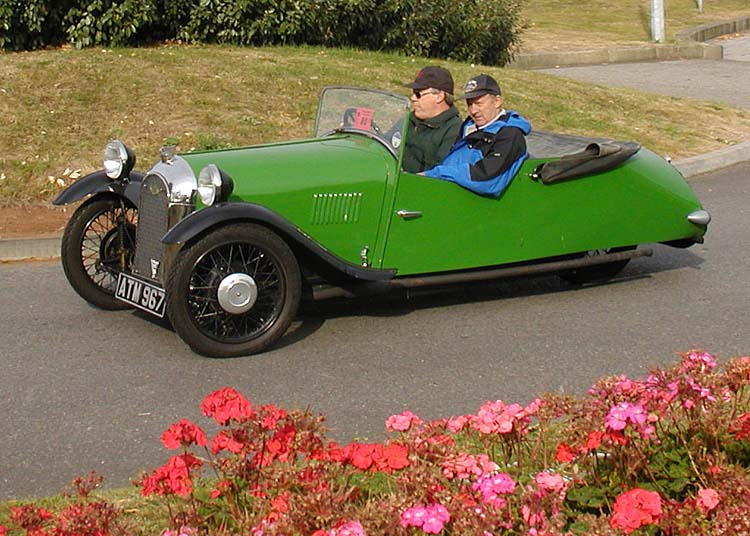
1936 Morgan F4 Open Tourer

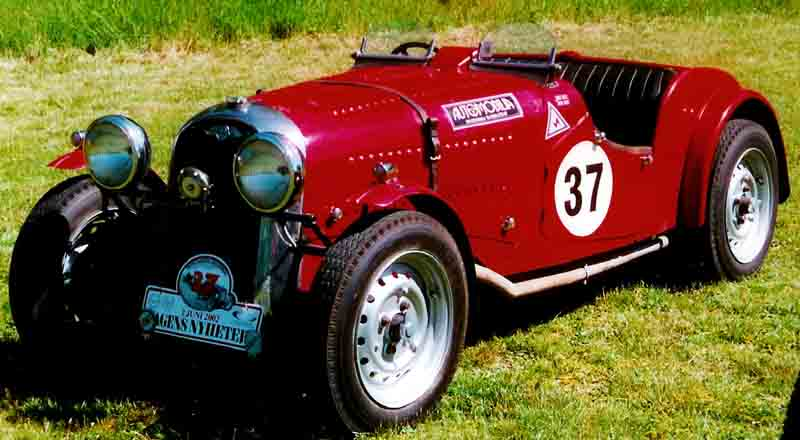
1938 Morgan 4-4 Special Sports dues places Sèrie I

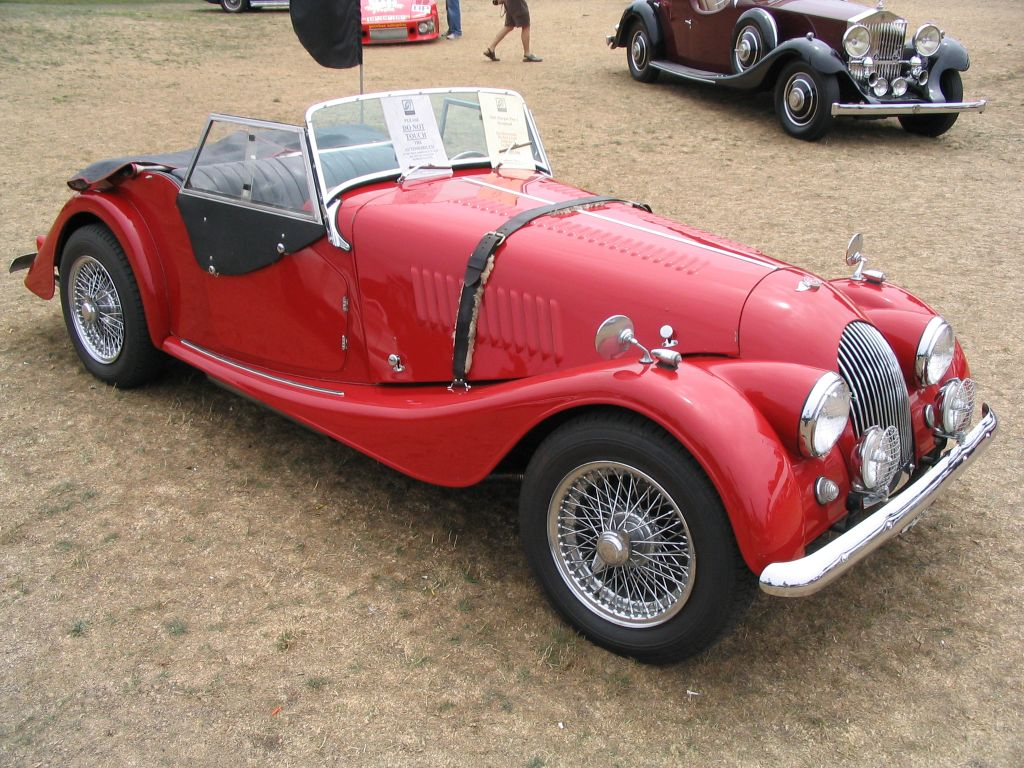
1963 Morgan Plus, similar a l'actual

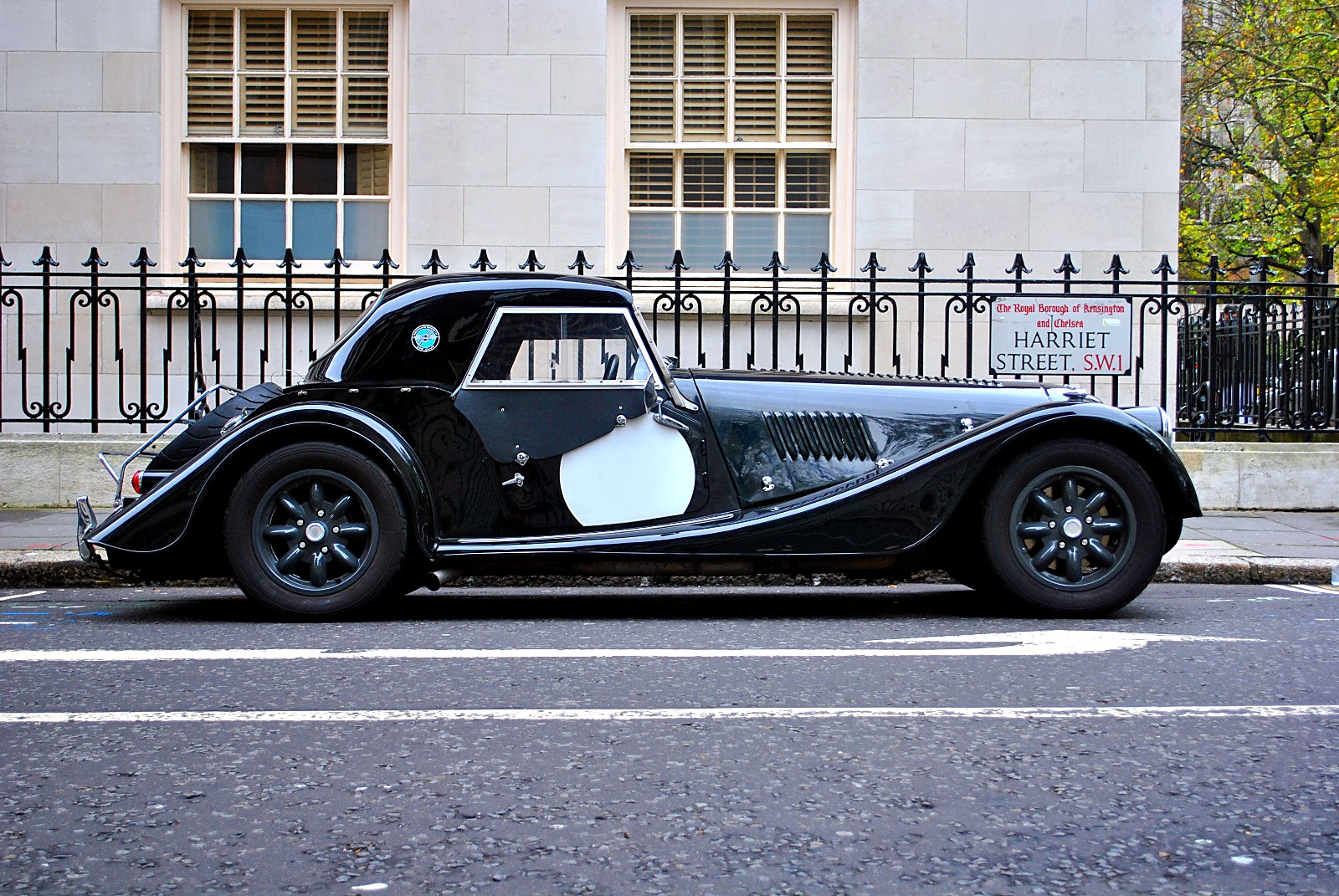
Morgan Plus 8 (1968-2004)

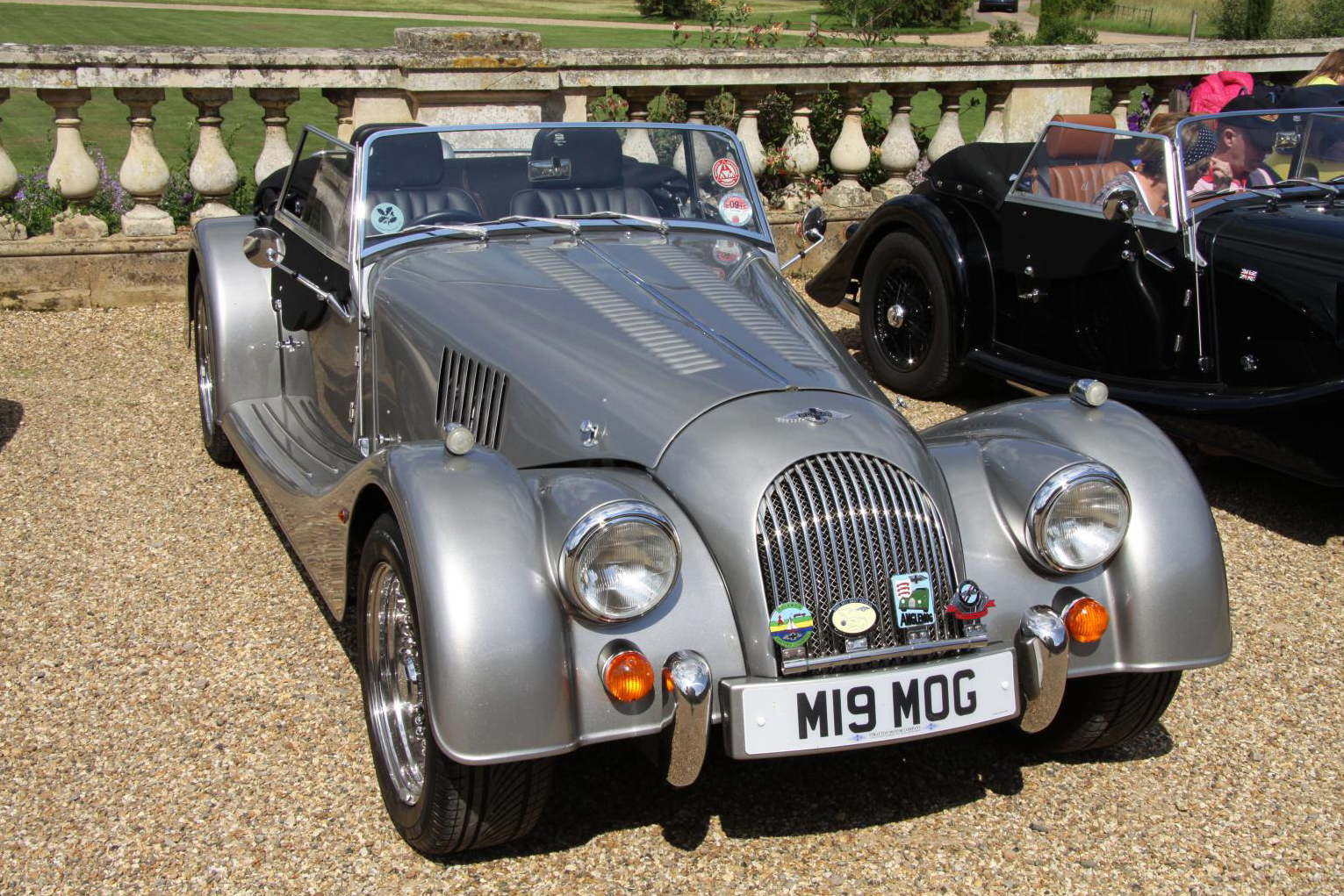
Morgan, un clàssic contemporani

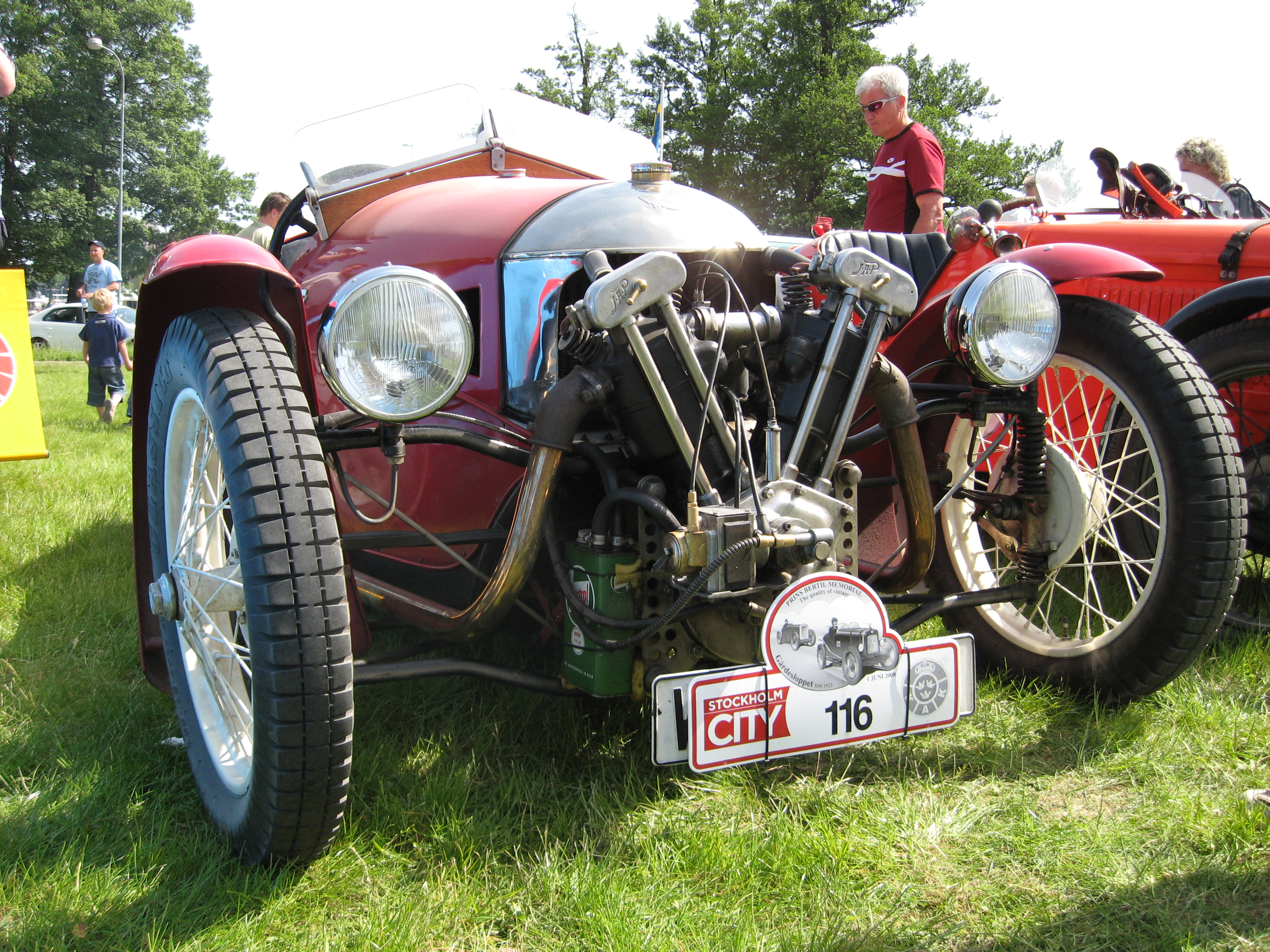
1930
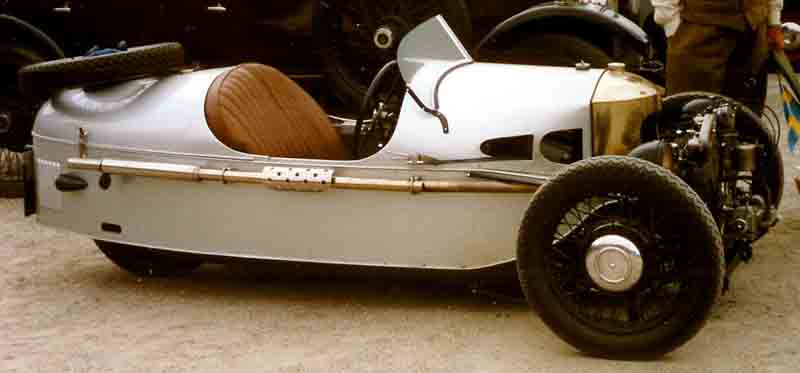
1931
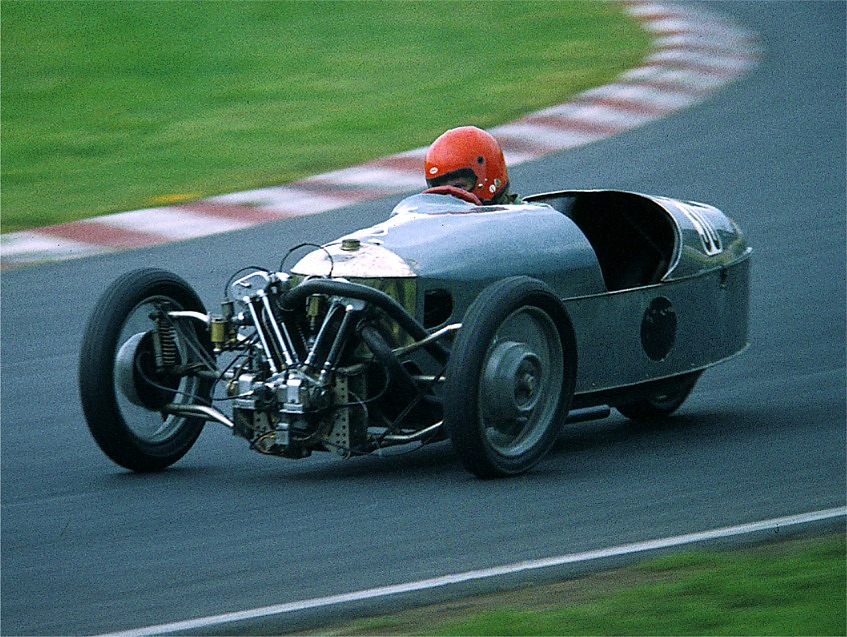
1932
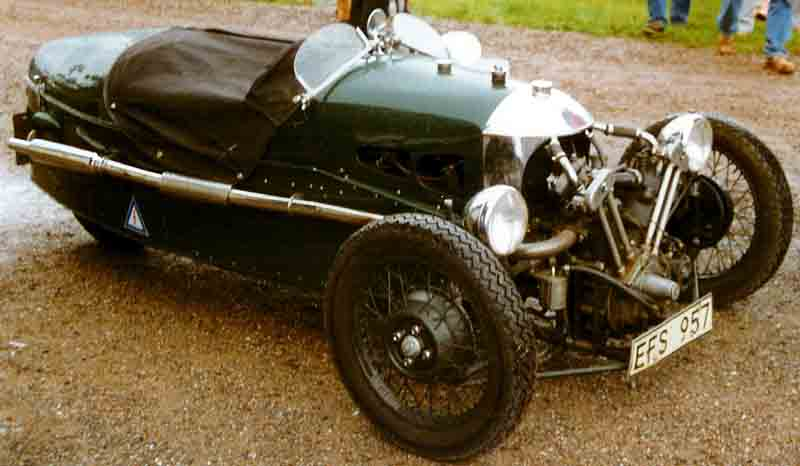
1934
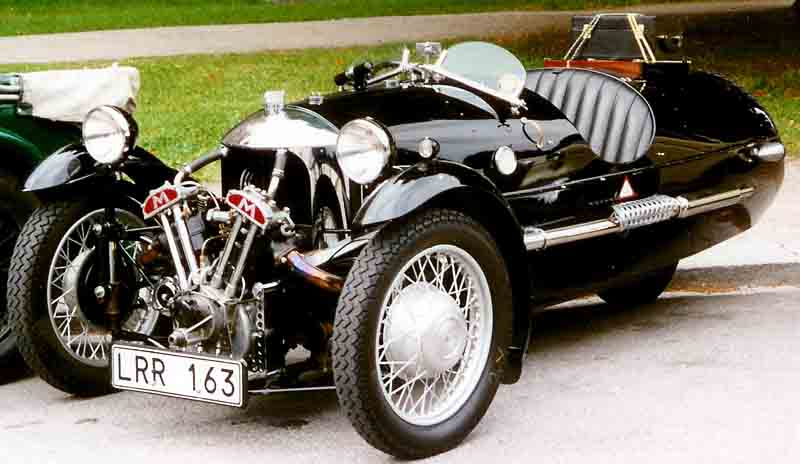
1937

## Cronologia dels models Morgan
Fonts: Morgan Sports Car Club Arxivat 2012-12-15 a Wayback Machine. Història dels models (anglès) - Consultat el Morgan Plus 4 & Plus 8 By Richard Dredge] (anglès) - Consultat el 2009-04-14 www.autosclasicos . espaciolatino.com Morgan Super Sport - Consultat el 2009-04-16 
- 1910: Encara que el primer Morgan de quatre rodes fos introduït en 1936, el primer Morgan mai produït en forma de prototip el 1909 utilitzant un motor Peugeot bicilíndric 7  hp refredat per aire. Dues versions d'una plaça van ser exhibides en 1910 a l'Olympia Exhibition Centre amb motors J. A. P., un de 8 hp bicilíndric i un altre 4 hp senzill.

- 1928 S'introdueix un model  esportiu de tres rodes, el Morgan Super Sports Aero amb motorització exclusiva de JAP

Super-Sport.aspx 1931 Morgan Aero Super Sport (anglès) - Consultat el 2009-04-14 
- 1936: Presentació del primer Quatre Quatre, 4/4 (és a dir, quatre-rodes 4-cilindres), de dues i quatre places amb motor Coventry Climax de 1172 cc. www.autosclasicos.espaciolatino.com Morgan 4/4 (1938) - Consultat el 2009-04-16

La producció d'un vehicle de tres rodes seguir al costat dels 4/4 fins a 1952.
- 1938: Per complementar als 2 i 4 places esportius, s'introdueix un  Cabriolé (drop head coupe), model amb capota menys rudimentària.

- 1939-1945: Segona Guerra Mundial, durant aquest període la fàbrica de Morgan fabricar armament i parts de recanvis per als seus vehicles.

- 1945: La producció de Morgan en la postguerra comença novament amb el model de Cuatro Quatre qual es motoritza amb un Standard Special 1267 cc.

- 1950: Introducció del Plus 4 amb motor més potent Standard Vanguard de 2088 cc i 68 bhp, i diverses innovacions com xassís reforçat, frens hidràulics Girling i suspension millorada, el cotxe va obtenir un èxit immediat, acceleració de 0 a 60 era de 17.9 segons i velocitat màxima sobre els 85 mph (137 kph). Aquest any es va decidir abandonar la producció dels tres rodes.

- 1954: El radiador s'amaga sota un morro més aerodinàmic i estilitzat substituint el radiador recte de la Sèrie I, el motor Standard Vanguard es reemplaça per un de l'Triumph TR2 de 1991 cc proveint 90 bhp, l'acceleració de 0 a 60 mph augmenta a de 13.3 segons i la velocitat màxima sobre els 100 mph (161 kph).

- 1955: Es torna a introduir el 4/4 com Sèries Dos, amb millores mecàniques encara que sempre mantenint les seves característiques tan lleugeres d'aquesta línia i els seus motors més petits, en aquest cas un 1122 cc Ford 100E que produïa 36 hp amb una caixa de canvis de tres velocitats, aquest esportiu dirigit a la veta comercial d'entusiastes amb mitjans modestos.

- 1956: Al Plus 4 el motor del Triumph TR2 és reemplaçat per un de l'TR3 de 100 bhp. Quan equipats amb carrosseries d'alumini aquests cotxes eren molt veloços.

- 1960: Es estandarditzen frens a disc davanters Girling d'11 polzades introduïts en 1959.

- 1961: Es llança al mercat el Plus 4 Super Sports amb motor Triumph TR d'alta eficiència amb dos carburadors Weber 42 DCOE amb doble encebador muntat sobre un col·lector d'admissió especial i quadruple col·lector d'escapament amb tubs d'escapament de doble sortida produint 116 cavalls de força sense precedent a 5500  rpm. Velocitat màxima arriba a 115-118 mph. La quarta edició del 4/4 és llançat amb un nou motor Ford Kent 109I de 1340 cc del Ford Consul Classic.

- 1962: Es llança al mercat el plus 4 amb el motor Triumph TR4 de 2138 cc, que va ser opcional a 1961.

- 1963: Debuta al Earls Court Exhibition Centre el no molt estimat Plus 4 Plus, un cupè de fibra de vidre amb motorizacion TR4, és el primer morgan amb parabrises corbat i finestretes laterals amb alçavidres manuals, només 26 són construïts en dos anys.

- 1965: Fins al final de la seva producció, el Plus 4 ara té un motor TR4A.

- 1968: El plus 8 surt a la venda amb un compacte motor Rover V8 3.5 litres (3529 cc) amb 160 bhp a 5200 rpm i caixa manual Moss de quatre marxes, el cotxe va ser una revelació, produïa 160 bhp que li permetia aconseguir 125 mph (240 km/h) amb una acceleració de 0-62 mph (0 a 100 km/h) en 6,7 segons ia 90 mph en 14.5 segons, interessantment l'Jaguar E-Type 4.2 litres li pren 15.1 segons als 90. El 4/4 Sèrie 5 és ara el 4/4 1600 amb motor Ford Kent de 1599 cc. Un model de competència, el 1600 GT, estava disponible per comanda especial.

- 1972: El plus 8 és equipat amb caixa de canvis Rover 2000 de quatre velocitats.

- 1975: El plus 8 Sports Lightweight, edició lleugera està disponible, només 19 són fabricats.

- 1976: El plus 8 s'introdueix amb un motor del Rover SD1 V8 amb 155 bhp a 5.200 revolucions i caixa de canvis manual de cinc marxes Rover LT77, l'amplada del cotxe augmenta a 62 polzades per acomodar rodes 6.0 "x 14 ". Panells d'aliatge d'alumini són opcional.

- 1982: En 4/4 se li col·loca un motor Ford CVH de 1.6 litres del Ford Escort XR3 amb modificacions per muntar en posició longitudinal amb potència de 97 bhp (72 kW) a 6.000 rpm i una acceleració de 0 a 60 al voltant de 10.0 segons.

- 1983: Sistema d'injecció de combustible és opcional al Plus 8, potència augmenta a 190 bhp a 5.280 rpm.

- 1985: El plus 4 és reintroduït amb un motor Fiat de 2.0 litres amb doble arbre de lleves amb Sistema d'injecció del combustible i 122 bhp. La seva velocitat màxima ronda els 112 mph.

- 1987: Injecció de combustible és equip estàndard en el plus 8.

1988: S'introdueix el Plus 4 M16 amb motor Rover M16 de 2.0 litres de 140 bhp i caixa de cinc velocitats.
- 1990: El plus 8 ara és disponible amb motor de 3.9 litres (3.946 cc) de l'Range Rover Vogue ES produint 190 bhp a 4,750.

- 1992: El Plus 4 adopta el xassís més ampli del Plus 8. Aquest ara té amortidors darrere telescòpics. El motor Rover T16 reemplaça la unitat M16 anterior del Plus 4.

- 1993: El 4/4 és dotat d'un motor Ford Zetec de 1.8 litres i 114 bhp a 5.750 rpm amb cinc canvis qual li permet desenvolupar una velocitat màxima de 111 mph i una acceleració de 0 - 60 mph en 7.8 segons, resultats similars a l'actual 4/4.

- 1997: Motor Range Rover V8 4.6 GEMS (4.552 cc) i 220 bhp és opcional per al Plus 8 (i ofert durant només dos anys), mentre tots els cotxes tenen portes més llargues i una i un tauler redissenyat per bosses d'aire.

- 2000: El Plus 4 cessa la producció, tot i que és ressuscitat en 2004 amb motorizacion Ford Duratec de 2 litres. El Morgan Aero 8 és introduït en el Saló de l'Automòbil de Ginebra, amb un xassís d'alumini, suspensió independent i tot impulsat per un motor BMW V8 de 4.4 litres V8 que produeix 286 hp a 5.500 rpm, un canvi radical dels tradicionals Morgans. El seu estil és polèmic, ja que aquesta en la categoria dels quals uns l'estimen i altres odien. Acceleració de 0-60 mph en 4.8 segons amb una velocitat màxima de 151 mph.

- 2002: Edició commemorativa Le Mans '62 del Plus 8; 40 són fets.

- 2003: Edició d'aniversari del Plus 8 celebrant 35 anys de la producció.

- 2004: Finals de producció del Plus 8 després 6233 fabricats, és substituït pel Roadster, amb motorizacion Ford V6 de 3.0 litres del Mondeo ST220, produeix 225 hp amb una acceleració de 0-60 mph en 4.9 segons amb una velocitat màxima de 134 mph. Comença novament la producció del Plus 4 amb motorizacion Ford Duratec de 2 litres.

- 2005: S'anuncia el projecte LIFECar qual promet demostrar un cotxe esportiu d'alta performance impulsat per motor d'hidrogen (veure: Pila de combustible) i zero emissions. motormania.pcweb.es Arxivat 2009-10-28 a Wayback Machine. Morgan LIFECar / Esportiu ecològic - Consultat el 2009-04-17

- 2008: El Morgan 4/4 celebra el seu aniversari número 72, un rècord mundial per a una contínua producció en funcionament, introduint una nova versió: el 4/4 Sport amb un motor d'alta eficiència  Ford Sigma de 1.6 litres i 115 hp.

- 2009: Morgan celebra el seu centenari amb un cotxe de pedals; SuperSport Junior destinat a nens d'entre 6 i 13 anys.

```
www.marcamotor.com
 Morgan celebra el seu centenari amb un cotxe de pedals - Consultat el 2009-04-14
```

## Models Actuals

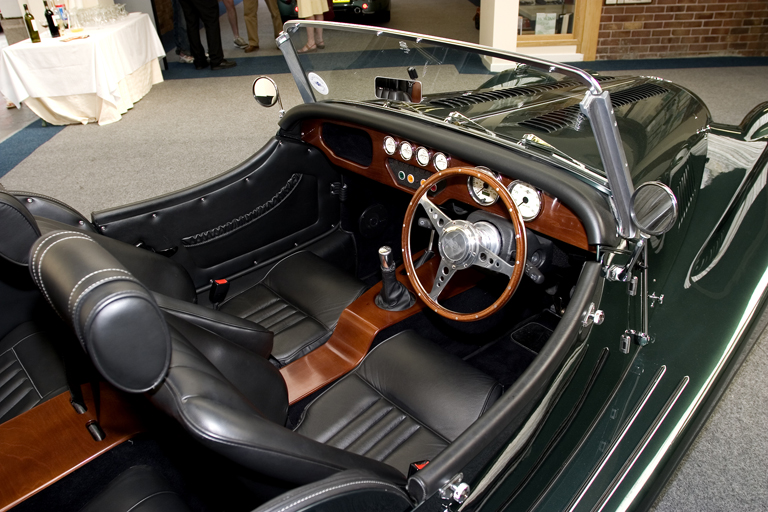
Morgan Roadster quatre places actual

### Gamma clàssica
Tots els models de la gamma clàssica de Morgan Motor Company es componen de motor central davanter-tracció posterior, carrosseria en alumini, fustes de freixe, tapisseria en cuir i volant en fusta.
- 4/4 Sport

El Morgan 4/4 ha estat en producció contínua des de 1936, la denominació 4/4 apareix en aquesta data quan es dissenya el primer 4 rodes i 4 cilindres que fabrica Morgan i així diferenciar-los dels «Three Wheelers» fabricats fins a aquest moment. El 1954 se substitueix al radiador recte per una graella estilitzada i més aerodinàmica situant el radiador dins d'aquesta. Des dels seus principis l'4/4 fa referència al motor més petit de cilindrada dins de tota la gamma, la capacitat del motor ha anat augmentat des seu motor original Coventry Climax de 1122cc fins als actuals Ford Sigma de 1.6 litres de 110hp (82kW) de característiques molt lleugeres qual cosa fa que el vehicle tingui un pes total per sota dels 800kg. Es destaca a més per tenir una carrosseria en alumini muntada sobre una suspensió més baixa.
I ja que la seva lleugeresa és el seu dot primordial, el 4/4 no ve equipat amb excés de «bagatge», sinó ve despullat a l'essencial, encara que equipat amb butaques en cuir, selecció a sis colors, quadre de comandament del mateix color de la carrosseria i llantes de radis pintades en negre. El model 4/4 Sport està disponible només en dues places.
El 4/4, al no posseir cavalls desbocats i per la seva lleugeresa, crea una combinació de baix impacte ambiental.
- Plus 4

El Morgan Plus 4 (o +4), introduït originalment en 1950, amb una sèrie de motors de Standard Vanguard i Triumph TR, va establir la fundació de l'actual succés de l'empresa de cotxes d'època anomenada Morgan Motor Company. [Http :/ / www.morgancars-usa.com/candd1.html Reimpressió d'articulo en Car & Driver] (anglès) - Consultat el 2009-03-27 
El Morgan Plus 4 es va fabricar entre 1950 i 1969, va ressuscitar en el 1985 fins al 2000 i el 2005 la producció va ser reactivada novament equipant-lo amb un motor Ford de 4 cilindres de 1.8 litres produint 125hp (93kW). Actualment està equipat amb un motor de 2 litres i 145hp (106kW), el quadre de comandament és de fusta de freixe i les llantes de radis platejats, carrosseries disponibles són tipus esport descapotable de dues i quatre places.
- Roadster

El Roadster de dues o quatre places el propulsa un modern motor Ford V6 «Duratec 30» de 3 litres produint 203hp (150kW). El Roadster substitueix al mític Plus 8.

#### Especificacions
| Model         | Motor     | Potència                | Llantes    | Neumàtics  | Distància entre eixos | Longitud       | Amplada         | Altura        | Pes            | Velocitat màxima | Acceleració                | Consum                                                                                          | CO2     |
| ------------- | --------- | ----------------------- | ---------- | ---------- | --------------------- | -------------- | --------------- | ------------- | -------------- | ---------------- | -------------------------- | ----------------------------------------------------------------------------------------------- | ------- |
| 1.6 4/4 Sport | 1595cc 4L | 110hp (82kW) a 6000rpm  | 5.0" x 15" | 165/80T 15 | 2438mm (96in)         | 4010mm (158in) | 1610mm (63.4in) | 1245mm (49in) | 795kg (1752lb) | 185km/h (115mph) | 0-100km/h (0-62mph) 8.0sg. | Ciutat: 8.3 1/100km (34.3mpg) Carretera: 4.9 1/100km (58.4mpg) Combinat: 6.2 1/100km (45.9mpg)  | 140g/km |
| 2.0 Plus 4    | 1999cc 4L | 145hp (106kW) a 6000rpm | 6.0" x 15" | 195/60H 15 | 2438mm (96in)         | 4010mm (158in) | 1610mm (63.4in) | 1245mm (49in) | 877kg (1933lb) | 189km/h (118mph) | 0-100km/h (0-62mph) 7.5sg. | Ciutat: 10.2 1/100km (27.9mpg) Carretera: 5.6 1/100km (50.8mpg) Combinat: 7.3 1/100km (39.0mpg) | 172g/km |
| 3.0 Roadster  | 2967cc V6 | 203hp (150kW) a 6000rpm | 6.5" x 15" | 205/55H 15 | 2438mm (96in)         | 4010mm (158in) | 1610mm (63.4in) | 1245mm (49in) | 938kg (2069lb) | 215km/h (134mph) | 0-100km/h (0-62mph) 4.9sg. | Ciutat: 13.9 1/100km (20.4mpg) Carretera: 7.4 1/100km (38.5mpg) Combinat: 9.8 1/100km (29.0mpg) | 225g/km |

### Morgan Three Wheeler«Morgan tres rodes»

2011 Morgan Threewheeler, Saló de l'Automòbil de Ginebra 2011

La Morgan Motor Company va anunciar al Saló de l'Automòbil de Ginebra que possaría en llançament el Morgan Three Wheeler «Morgan tres rodes» en 2011. Es diu que el tres rodes inicialment tindría un motor Harley-Davidson Screaming Eagle V-twin i una transmissió manual de 5 velocitats de Mazda, i s'estima subministrar 100 cavalls de força (75 kW) a la roda del darrere. No obstant això, el prototip que es va presentar a Ginebra tenia un motor S & S. La producció dels 3 rodes tenen motors S & S. Amb un pes en buit que s'estima en menys de 500 quilograms (1.102 lliures), l'acceleració de zero a 60 milles per hora (97 km/h) calulada per Morgan es produeix en 4,5 segons, amb una velocitat màxima de 115 milles per hora (185 km/h). El tres rodes serà homologat com una moto als Estats Units. 550 desemborsaments inicials s'han pres des que es va anunciar el 2010. S'espera que els lliuraments a clients comencin el 2013.

### Gamma moderna

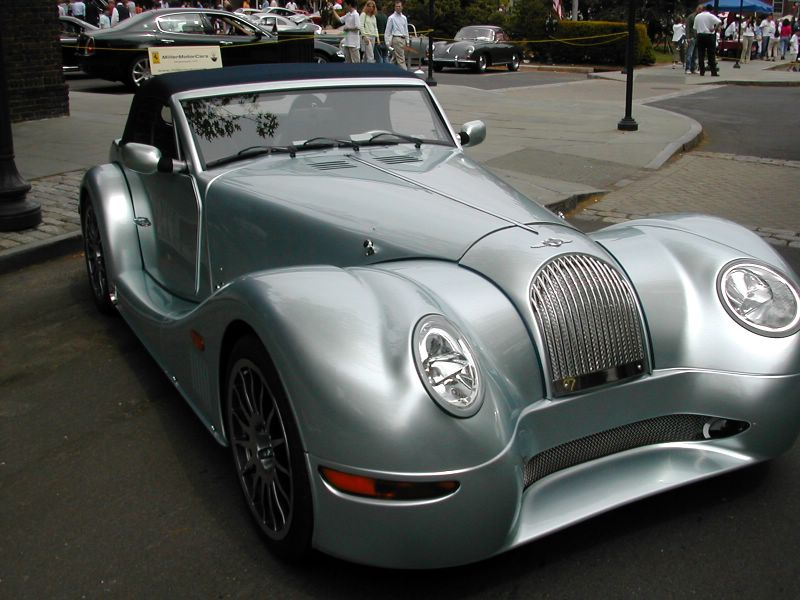
Morgan Aero 8

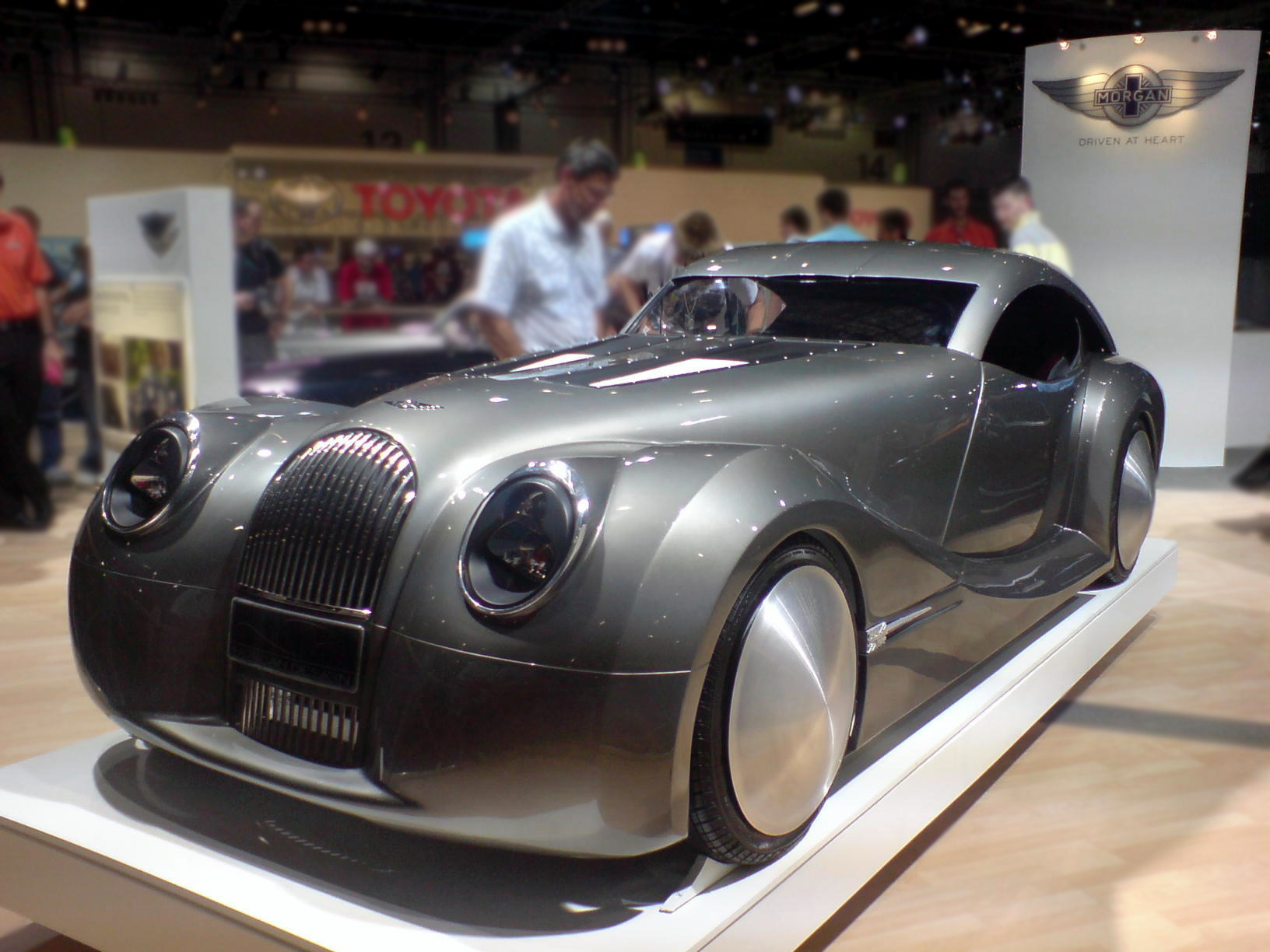
Morgan LIFEcar

- Aero 8

- Aeromax